# Emppu Vuorinen
 (mars 2016).
Si vous disposez d'ouvrages ou d'articles de référence ou si vous connaissez des sites web de qualité traitant du thème abordé ici, merci de compléter l'article en donnant les références utiles à sa vérifiabilité et en les liant à la section « Notes et références ».
Pour les articles homonymes, voir Vuorinen.
Emppu Vuorinen (de son vrai nom Erno Matti Juhani Vuorinen) est un guitariste finlandais né le 24 juin 1978 dans la ville de Kitee, en Finlande.
Il est essentiellement connu pour être le guitariste du groupe Nightwish.

## Parcours musical
Emppu joue de la guitare, son instrument de prédilection, depuis qu'il a 14 ans, âge auquel il suivait même des cours particuliers pour progresser plus efficacement.
Il sait également jouer de la basse à un bon niveau.

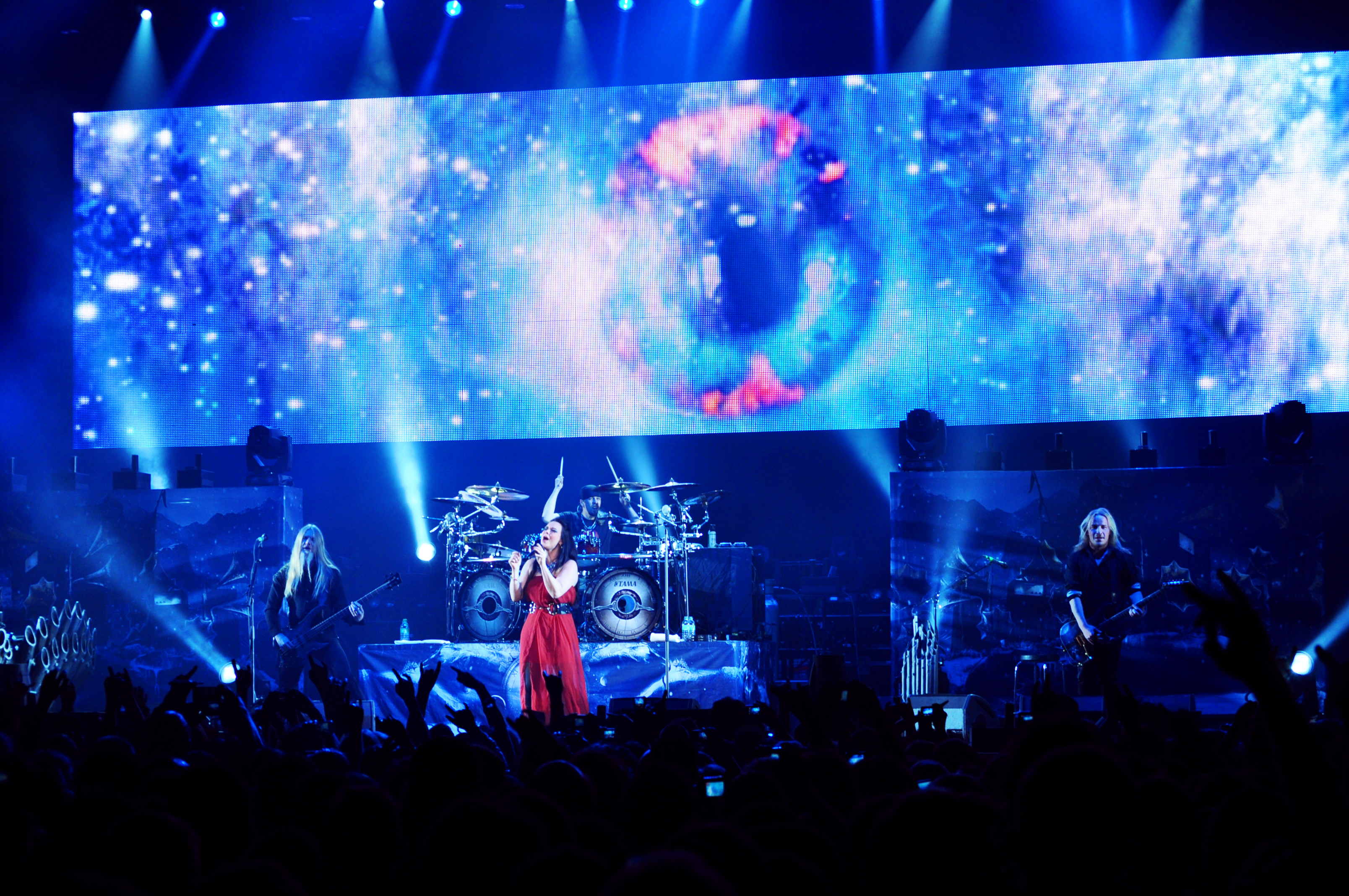
Emppu Vuorinen (Nightwish), Nantes en 2012

Il fait partie de Nightwish depuis la formation du groupe.
Pour le premier album du groupe Angels Fall First, il joue même de la basse, Sami Vänskä n'intégrant le groupe que pour le deuxième album (remplacé par Marco Hietala pour le 4e album : Century Child), avant de se consacrer uniquement à la guitare pour les albums suivants.
Il épaule Tuomas Holopainen dans la composition de quelques titres dont Sacrament of Wilderness présent sur l'album Oceanborn paru en 1998, Come Cover Me, Bare Grace Misery et Crownless présents sur l'album Wishmaster paru en 2000, Slaying the Dreamer et One More Night To Live (Deuxième partie du morceau Beauty Of The Beast) présents sur l'album Century Child paru en 2002, The Siren sur l'album intitulé Once paru fin 2004, et compose entièrement le morceau Whoever Brings the Night de l'album Dark Passion Play paru en 2007.
Entre 2002 et 2004, Emppu joue comme guitariste dans le groupe de heavy metal finlandais Altaria, aux côtés de Jani Liimatainen de Sonata Arctica. Il enregistre le premier album d'Altaria, Invitation. Cependant, début 2004, Emppu annonce qu'il doit quitter le groupe : l'enregistrement du cinquième album de Nightwish, Once, prend plus de temps que prévu, et Emppu ne pourra pas assurer la tournée 2004 d'Altaria en même temps que le studio avec Nightwish.
Emppu joue également dans le groupe de heavy metal Brother Firetribe, qui a sorti en 2006 l'album False Metal.